# Macrozamia platyrachis
Macrozamia platyrachis — вид голонасінних рослин класу саговникоподібні (Cycadopsida).

## Поширення, екологія
Країни поширення: Австралія (Квінсленд). Цей вид розсіяний і локально поширений в сухому склерофітному лісі на рівнинній місцевості на пісковиках.

## Загрози та охорона
Цей вид був схильний до втрати середовища існування, за оцінками, відбулося зниження на 10–20% протягом останніх 50 років. Майбутнє зниження тому оцінками, > 30% протягом трьох поколінь. Цей вид добре зберігається в англ. Blackdown Tableland National Park.